# Hostilité

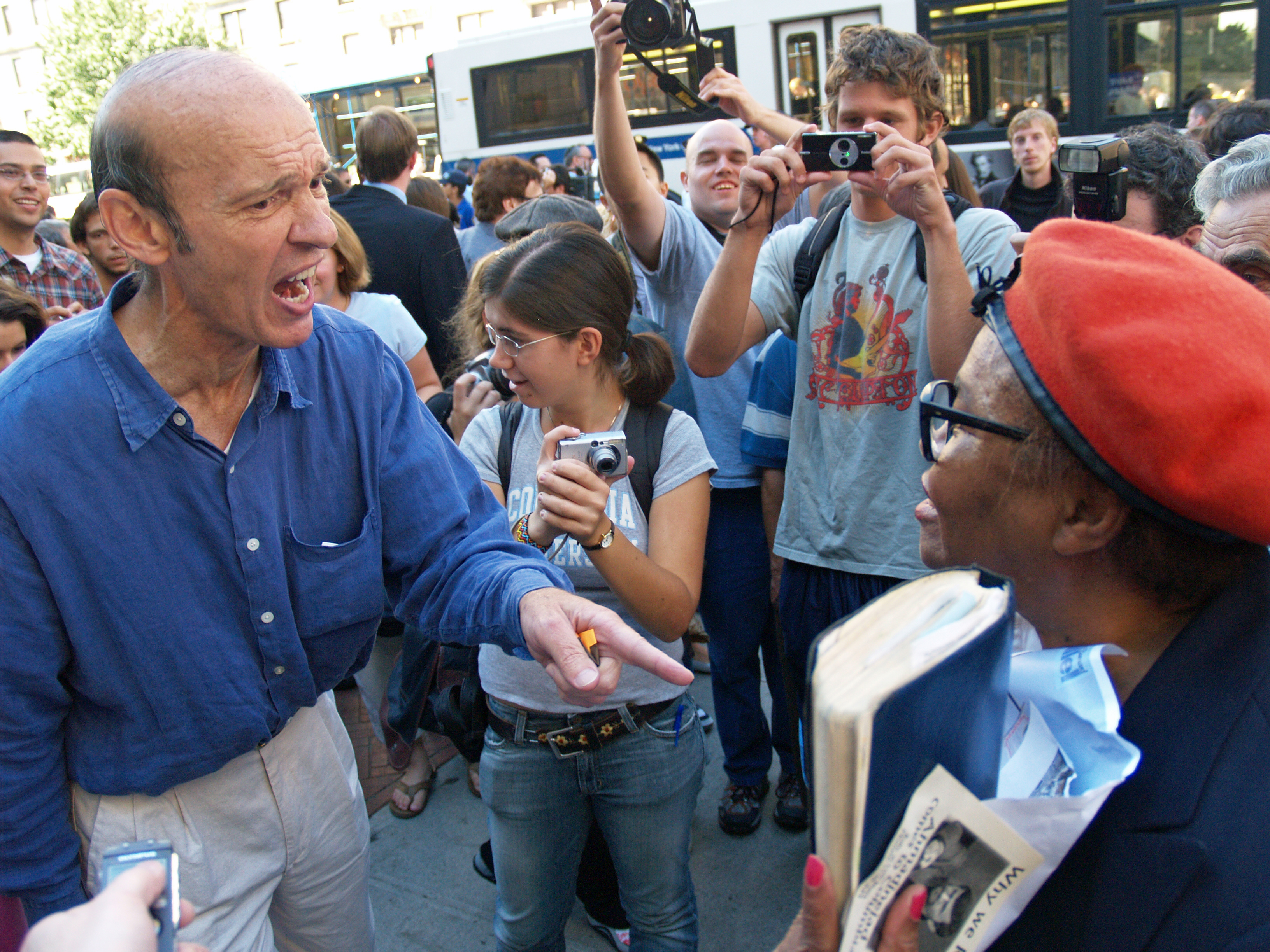
Dispute entre deux personnes dans le cadre d'une manifestation.

L'hostilité (aussi nommée inimitié) est une forme de rejet colérique interne ou de déni dans la psychologie. Dans les termes actuels, le mot est synonyme de colère et d'agression. L'hostilité est parfois référée à la guerre, définissant ainsi le mépris, la colère, l'agression, exprimés par les armes. Le terme s'oppose à la paix, et est par conséquent considéré comme péjoratif. 
En termes psychologiques, George Kelly définit l'hostilité comme un refus catégorique d'accepter une évidence. Plutôt que de reconsidérer son opinion, l'individu hostile tente de forcer ou de convaincre le monde de diriger les choses à sa manière, peu importe l'effort ou le coût. 
Un comportement hostile doublerait le risque de développer une maladie cardiaque dans les 10 ans. 